# Sciaenochromis
Genre
Le genre Sciaenochromis regroupe plusieurs espèces de poissons de la famille des Cichlidae. Toutes sont endémiques du lac Malawi et anciennement appelées Haplochromis ali.

## Liste des espèces
Selon FishBase (25 janvier 2017) :
- Sciaenochromis ahli - (Trewavas, 1935)
- Sciaenochromis benthicola - Konings, 1993
- Sciaenochromis fryeri - Konings, 1993
- Sciaenochromis psammophilus - Konings, 1993

## Attention
Les quatre espèces que regroupe ce genre ont toutes été confondues en une même et unique espèce pendant de nombreuses années. En effet les quatre espèces que regroupe ce genre on tous pour synonymes « Sciaenochromis ahli » (espèce à part entière - (Trewavas, 1935)) ou communément, vulgairement « ahli » ou autres dénominations rapportant à celle-ci « ahli electric blue », « blue ahli », « Haplochromis ahli » ou encore un certain nombre d'autres appellations raccrochant une caractéristique de sélection commerciale comme "blue ahli flame blanche/jaune/rouge" etc. À savoir que la majorité de ces poissons sont en réalité Sciaenochromis fryeri décrit en 1993 par Konings.